# Centris dimidiata
Centris dimidiata là một loài Hymenoptera trong họ Apidae. Loài này được Olivier mô tả khoa học năm 1789.